# Bahnhof Kumanoshi
Der Bahnhof Kumanoshi (jap. 熊野市駅 Kumanoshi-eki) ist ein Bahnhof auf der japanischen Insel Honshū. Er wird von der Bahngesellschaft JR Central betrieben und befindet sich in der Präfektur Mie auf dem Gebiet der Stadt Kumano, an der Ostseite der Kii-Halbinsel.

## Verbindungen
Kumanoshi ist ein Zwischenbahnhof an der Kisei-Hauptlinie, deren östliche Sektion von JR Central betrieben wird sowie die Städte Kameyama und Shingū miteinander verbindet. Täglich halten hier vier Zugpaare des Limited Express Nanki, der vor allem auf den touristischen Verkehr ausgerichtet und deshalb mit Panoramawagen ausgestattet ist. Dieser Schnellzug verkehrt von Nagoya über Yokkaichi, Tsu und den Bahnhof Shingū nach Kii-Katsuura im Süden der Kii-Halbinsel. Im Nahverkehr fahren Züge alle ein bis zwei Stunden, nordwärts nach Taki, Kii-Nagashima oder Kameyama, in südlicher Richtung nach Shingū. Während des jährlichen Feuerwerkfestivals, das jeweils am 17. August stattfindet, werden mehrere Sonderzüge von und nach Kumanoshi eingesetzt. Auf dem Bahnhofsvorplatz befinden sich mehrere Bushaltestellen, die von insgesamt sieben Linien der Gesellschaften Mie Kōtsū, Nanki Regional Bus und Kumano City Independent Bus bedient werden.

## Anlage
Der Bahnhof steht am nördlichen Rand des Stadtzentrums, unweit der Mündung des Ido in den Pazifik. In der Nähe befinden sich mehrere öffentliche Einrichtungen und ein Æon-Einkaufszentrum, etwa anderthalb Kilometer östlich an der Küste ist die bekannte Felsformation Onigajō zu finden. Die ebenerdige Anlage ist von Nordosten nach Südwesten ausgerichtet und umfasst vier Gleise, von denen zwei dem Personenverkehr dienen. Diese liegen an einem teilweise überdachten Mittelbahnsteig, der über eine gedeckte Fußgängerbrücke mit dem hölzernen Empfangsgebäude an der Ostseite verbunden ist. Das Gleis am Hausbahnsteig und ein weiteres am südwestlichen Ende der Anlage dienen dem Abstellen von Zügen über Nacht. Am nordwestlichen Ende führt eine weitere Fußgängerbrücke über die Trasse hinweg, ist aber nicht mit dem Bahnsteig verbunden.
Im Fiskaljahr 2019 nutzten täglich durchschnittlich 465 Fahrgäste den Bahnhof.

## Bilder

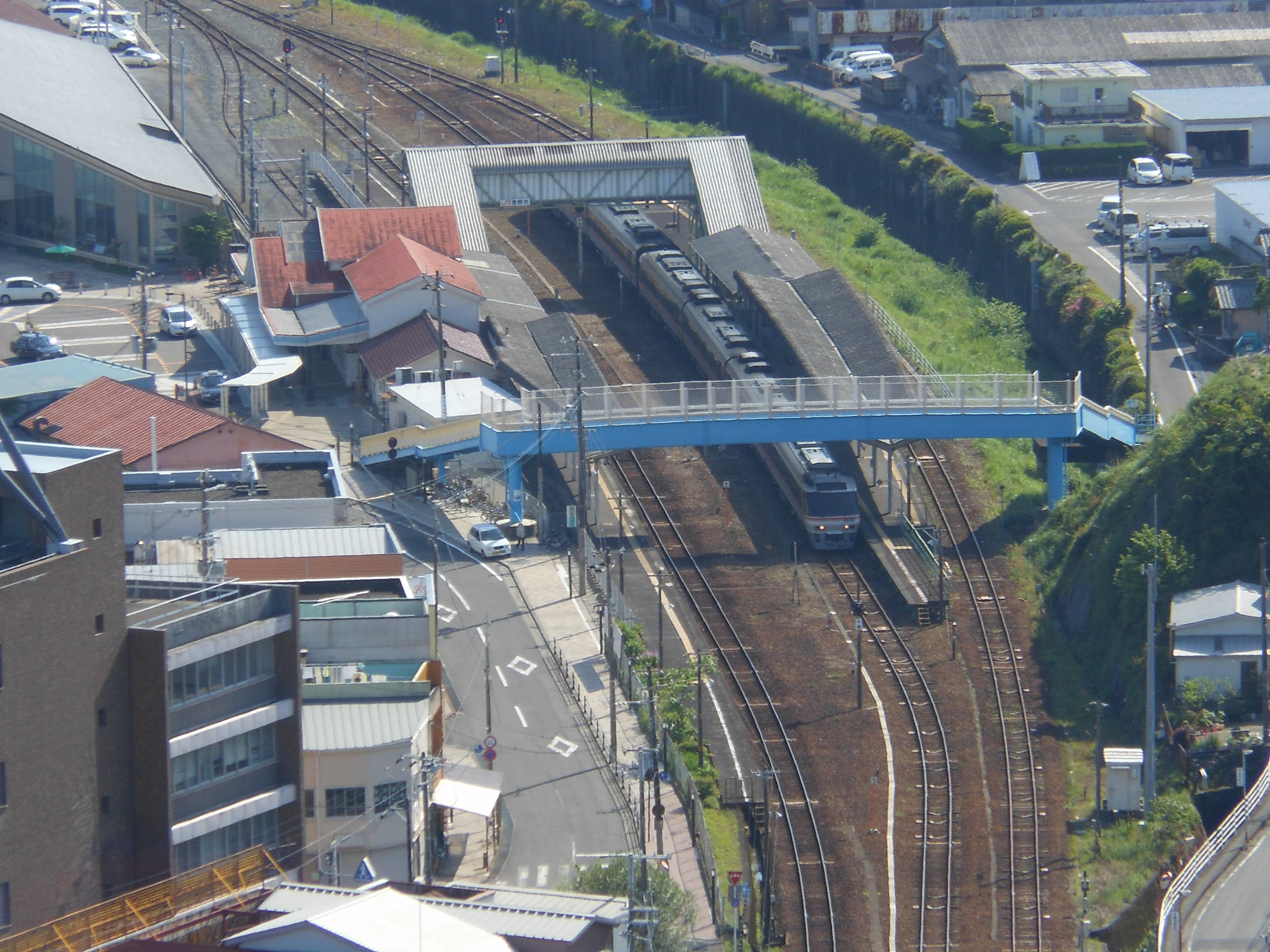
Luftansicht
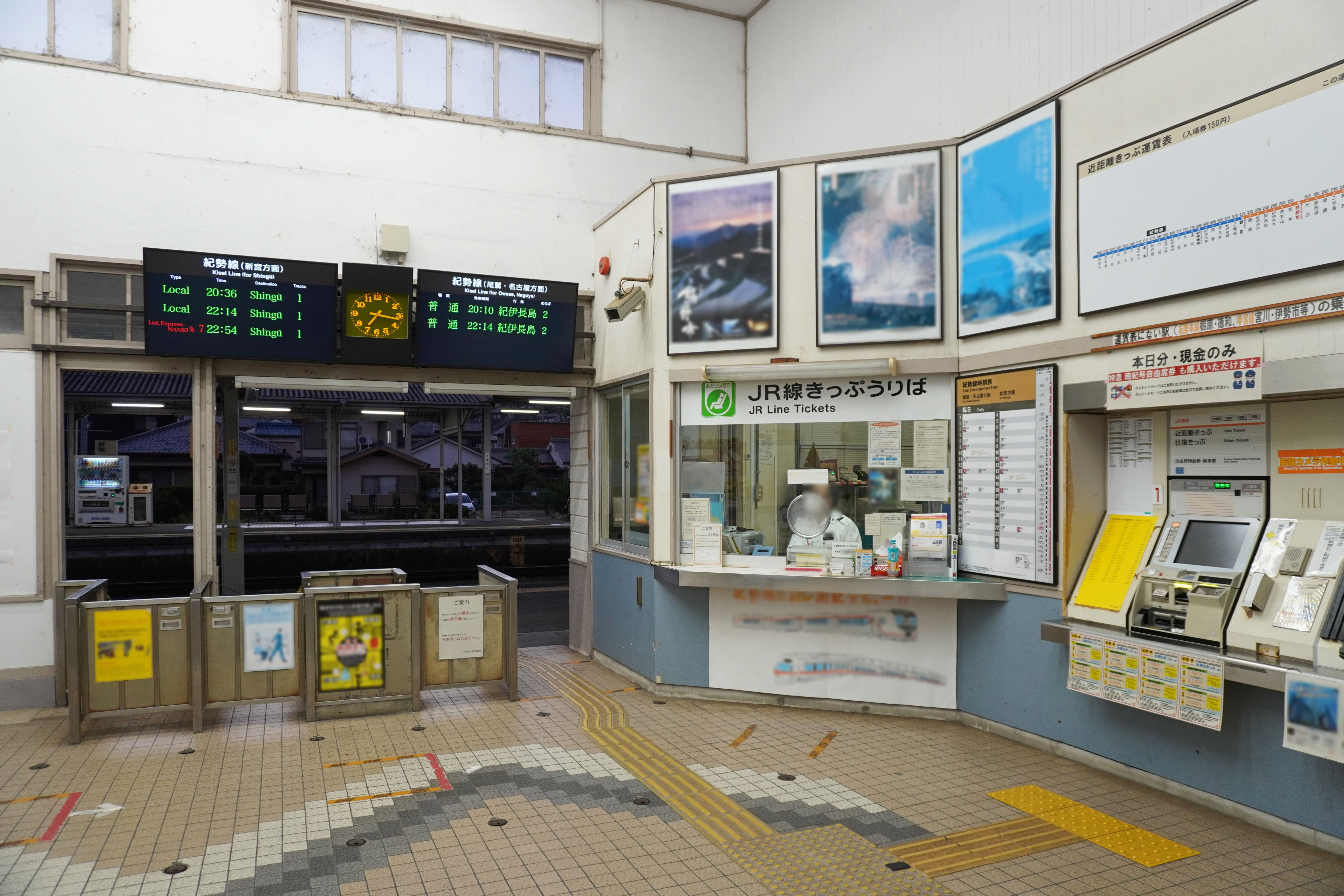
Schalterhalle
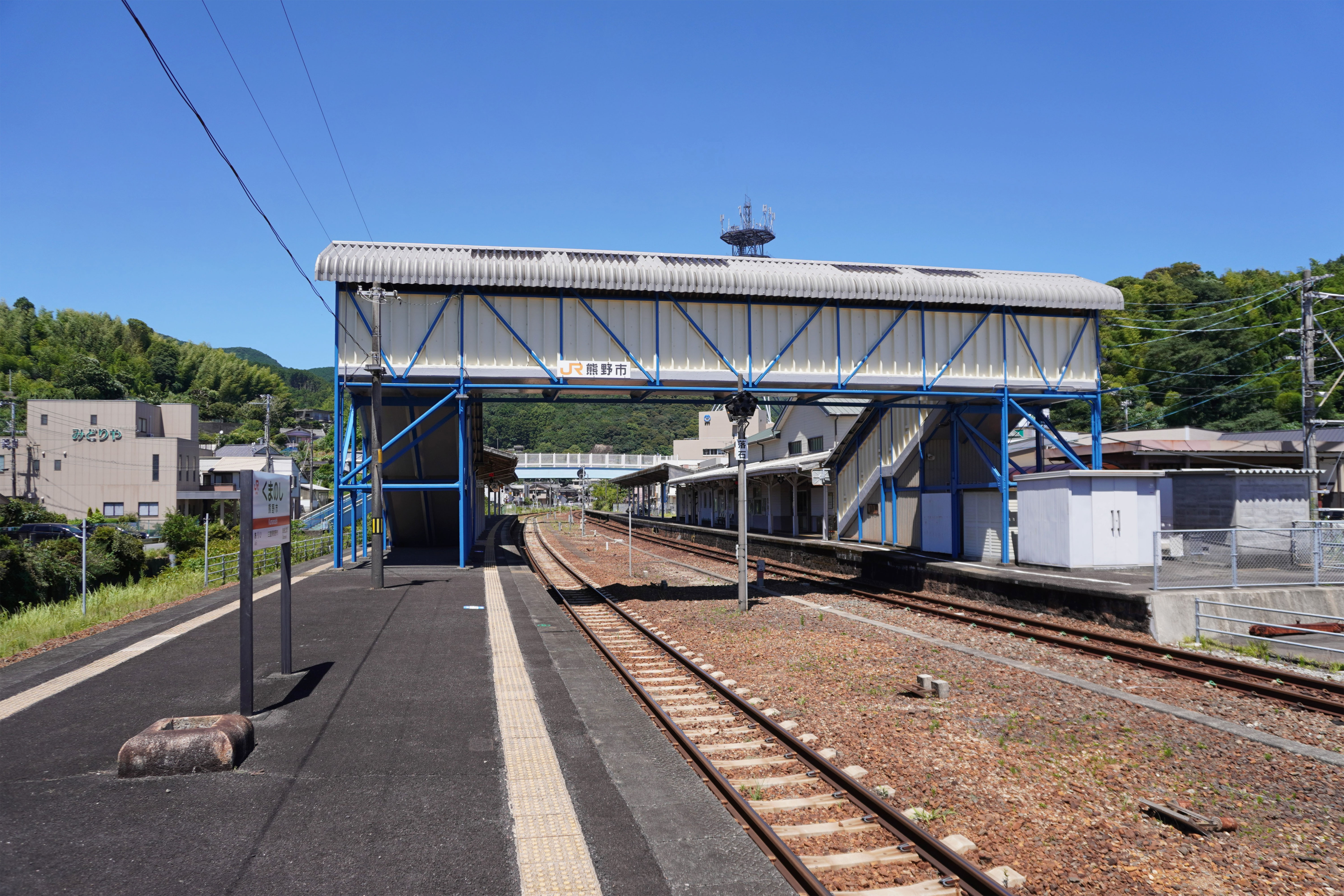
Bahnsteige und Überführung
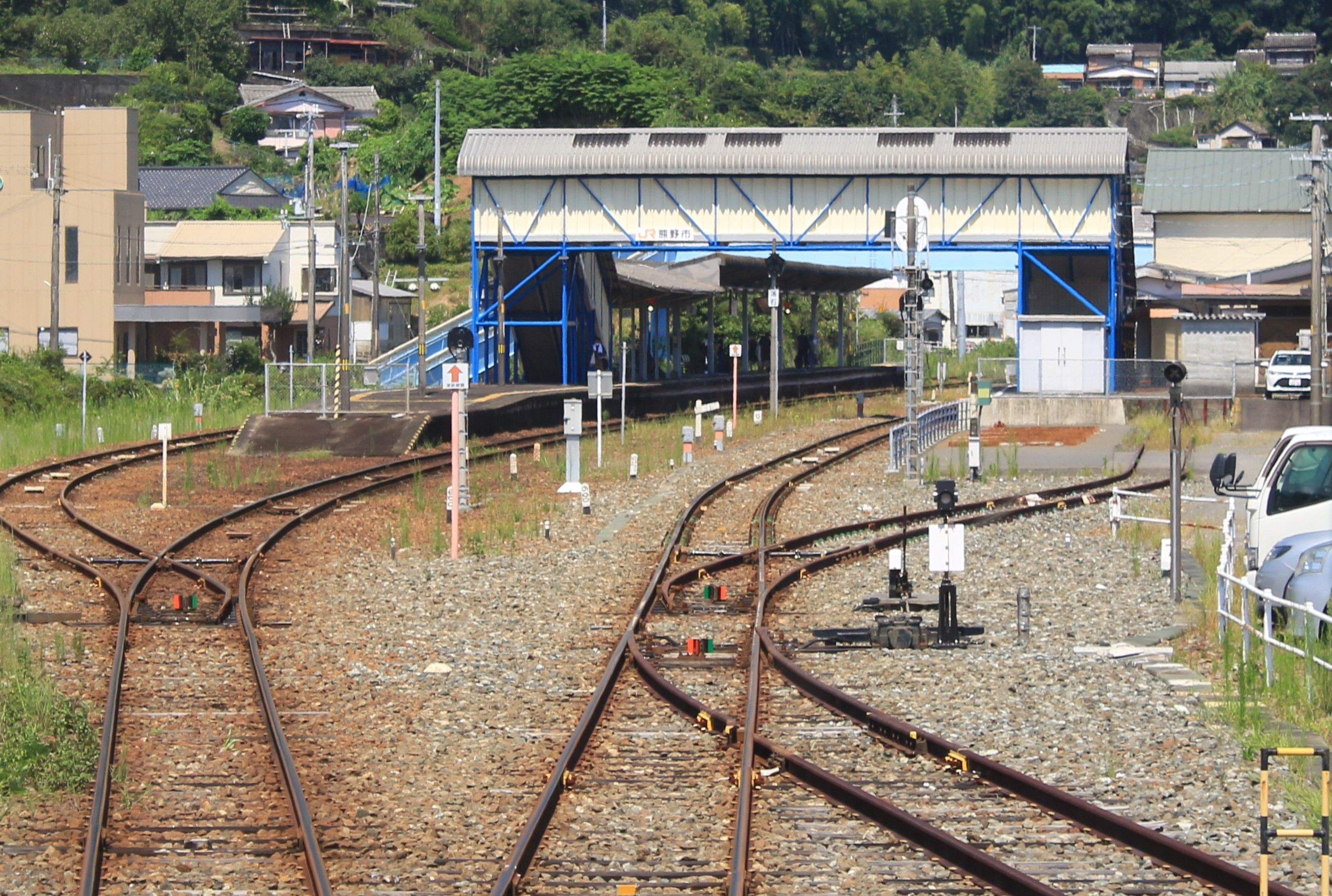
Gleisanlage

## Gleise
| 1 | ▉ Kisei-Hauptlinie | Shingū                   |
| 2 | ▉ Kisei-Hauptlinie | Taki • Kameyama • Nagoya |

## Linien
| Verlauf der Kisei-Hauptlinie |
| --- |
| Kameyama • Shimonoshō • Ishinden • Tsu • Akogi • Takachaya • Rokken • Matsusaka • Tokuwa • Taki • Ōka • Sana • Tochihara • Kawazoe • Misedani • Takihara • Aso • Ise-Kashiwazaki • Ōuchiyama • Umegadani • Kii-Nagashima • Minose • Funatsu • Aiga • Owase • Ōsoneura • Kuki • Mikisato • Kata • Nigishima • Atashika • Hadasu • Ōdomari • Kumanoshi • Arii • Kōshiyama • Kii-Ichigi • Atawa • Kii-Ida • Udono • Shingū • Miwasaki • Kii-Sano • Ukui • Nachi • Kii-Temma • Kii-Katsuura • Yukawa • Taiji • Shimosato • Kii-Uragami • Kii-Tahara • Koza • Kii-Hime • Kushimoto • Kii-Arita • Tanami • Tako • Wabuka • Esumi • Mirozu • Susami • Kii-Hiki • Tsubaki • Kii-Tonda • Shirahama • Asso • Kii-Shinjō • Kii-Tanabe • Haya • Minabe • Iwashiro • Kirime • Inami • Inahara • Wasa • Dōjōji • Gobō • Kii-Uchihara • Kii-Yura • Hirokawa Beach • Yuasa • Fujinami • Kii-Miyahara • Minoshima • Hatsushima • Shimotsu • Kamogō • Shimizuura • Kainan • Kuroe • Kimiidera • Miyamae • Wakayama • Kiwa • Wakayamashi |

## Geschichte
Das Eisenbahnministerium eröffnete den Bahnhof am 8. August 1940 unter dem Namen Kii-Komoto (紀伊木本), zusammen mit dem von Esumi bis hierhin führenden Abschnitt der Kisei-Hauptlinie. Die Gemeinde Kumano existierte damals noch nicht und Kii-Komoto war der wichtigste Bahnhof der damaligen Gemeinde Kimoto. Anderthalb Jahrzehnte lang war hier die Endstation, denn die Bauarbeiten kamen wegen der Austeritätspolitik der Regierung und des Pazifikkriegs zum Erliegen. Erst mehrere Jahre nach Kriegsende nahm die Japanische Staatsbahn den Streckenbau wieder in Angriff. Am 1. April 1956 nahm sie den Abschnitt nach Atashika in Betrieb. Mit der Fertigstellung der Kisei-Hauptlinie am 15. Juli 1959 erhielt der Bahnhof den Namen Kumanoshi. Aus Rationalisierungsgründen stellte die Staatsbahn am 1. Februar 1984 den Güterumschlag ein, am 14. März 1985 auch die Gepäckaufgabe. Im Rahmen der Staatsbahnprivatisierung ging der Bahnhof am 1. April 1987 in den Besitz der neuen Gesellschaft JR Central über. Diese erbaute ein neues Empfangsgebäude und nahm es im März 1990 in Betrieb.